# Карагай (Хакасия)
Карагай (хак. Харағай — «Сосняк») — деревня в Таштыпском районе Хакасии.
Находится в 18 км восточнее райцентра — село Таштып. Деревня расположена в пойме р. Таштып в километре от неё. Расстояние до ближайшей ж.-д. станции Абаза — 43 км. Население — 91 человек, все — хакасы (01.01.2004).
Год основания — приблизительно 1680. В Карагае есть начальная школа, библиотека.

## Население
| 2002 | 2010 |
| ---- | ---- |
| 96   | ↘68  |